# Sergio Siracusa
Sergio Siracusa (Napoli, 1º aprile 1937) è un generale italiano, ex comandante generale dell'Arma dei Carabinieri e del SISMI, il servizio segreto militare.

## Biografia
Nato nel 1937 a Napoli da famiglia siciliana, durante il periodo bellico, visse la sua fanciullezza tra gli sfollati a Paternopoli.
Ha frequentato l'accademia militare di Modena e la Scuola di Applicazione di Torino. Nominato sottotenente d'artiglieria nel 1957, il 1º ottobre 1959 è destinato all'80º Reggimento Fanteria centro addestramento reclute. Ufficiale pilota osservatore di elicottero dell'aviazione leggera dell'esercito dal 1964, presta servizio al Raggruppamento elicotteri "Rigel" dell'aviazione dell'Esercito.
Nel 1975-76 ha seguito l'Army General Staff College di Fort Leavenworth, Kansas, negli Stati Uniti. Dopo una lunga attività presso lo stato maggiore a Roma, è stato addetto militare presso l'ambasciata d'Italia di Washington (1983-1986). Promosso generale di brigata ha comandato la 3ª Brigata missili "Aquileia" di Portogruaro e ha successivamente ricoperto incarichi prestigiosi quali ispettore generale dell'aviazione dell'esercito e sottocapo di stato maggiore operativo presso il Comando Forze Terrestri Alleate del Sud Europa di Verona.
Dal luglio 1994 al 3 novembre 1996 è stato direttore del SISMI.
Dal 21 febbraio 1997 all'aprile 2002 ha ricoperto l'incarico di comandante generale dell'Arma dei Carabinieri, che ha transitato come forza armata autonoma.
Dal maggio 2002 è nominato Consigliere di Stato.